# Vittorio Benussi
Vittorio Benussi (Trieste, 17 gennaio 1878 – Padova, 24 novembre 1927) è stato uno psicologo italiano.

## Biografia
Benussi nacque a Trieste nell'Impero austro-ungarico  e morì a Padova, in Italia.
Trascorse l'infanzia e la giovinezza nella terra natale dove il padre, Bernardo Benussi (1846-1929), istriano, godeva di grande considerazione quale storico e insegnante del locale ginnasio.
Laureatosi in filosofia, Vittorio Benussi fu esponente della scuola di Graz, studiò sotto Alexius Meinong a Graz nella seconda metà degli anni 1890 e poi a Roma con Sante De Sanctis. Tornò a Graz intorno al 1899, dove iniziò le sue ricerche sperimentali sulla percezione e le illusioni, diventando uno degli assistenti di Meinong. Ottenne il suo dottorato nel 1901 con lo scritto "Über die Zöllnersche Figur. Eine experimental-psychologische Untersuchung" e l'abilitazione nel 1905 con "Zur Psychologie des Gestalterfassens (Die Müller-Lyersche Figur)". Assieme a Alexius Meinong fu l'insegnante di Ramiro Bujas, che fu uno tra i primi a importare la psicoanalisi in Croazia.
Nel 1907 sposò Wilhelmine Liel, anch'essa assistente nel laboratorio di Meinong. A partire da quell'anno, sotto la spinta degli studi di Stephan Witasek e dello stesso Meinong, si dedicò agli studi sulla temporalità. Dopo la morte di Witasek nel 1915, Benussi divenne il direttore del laboratorio.
Nel 1919 ottenne la cattedra di Psicologia a Padova dove divenne professore ordinario nel 1922 e direttore dell'Istituto di Psicologia Sperimentale fondato da Roberto Ardigò. In questi anni si applicò soprattutto a ricerche sperimentali sulla suggestione e l'ipnosi.

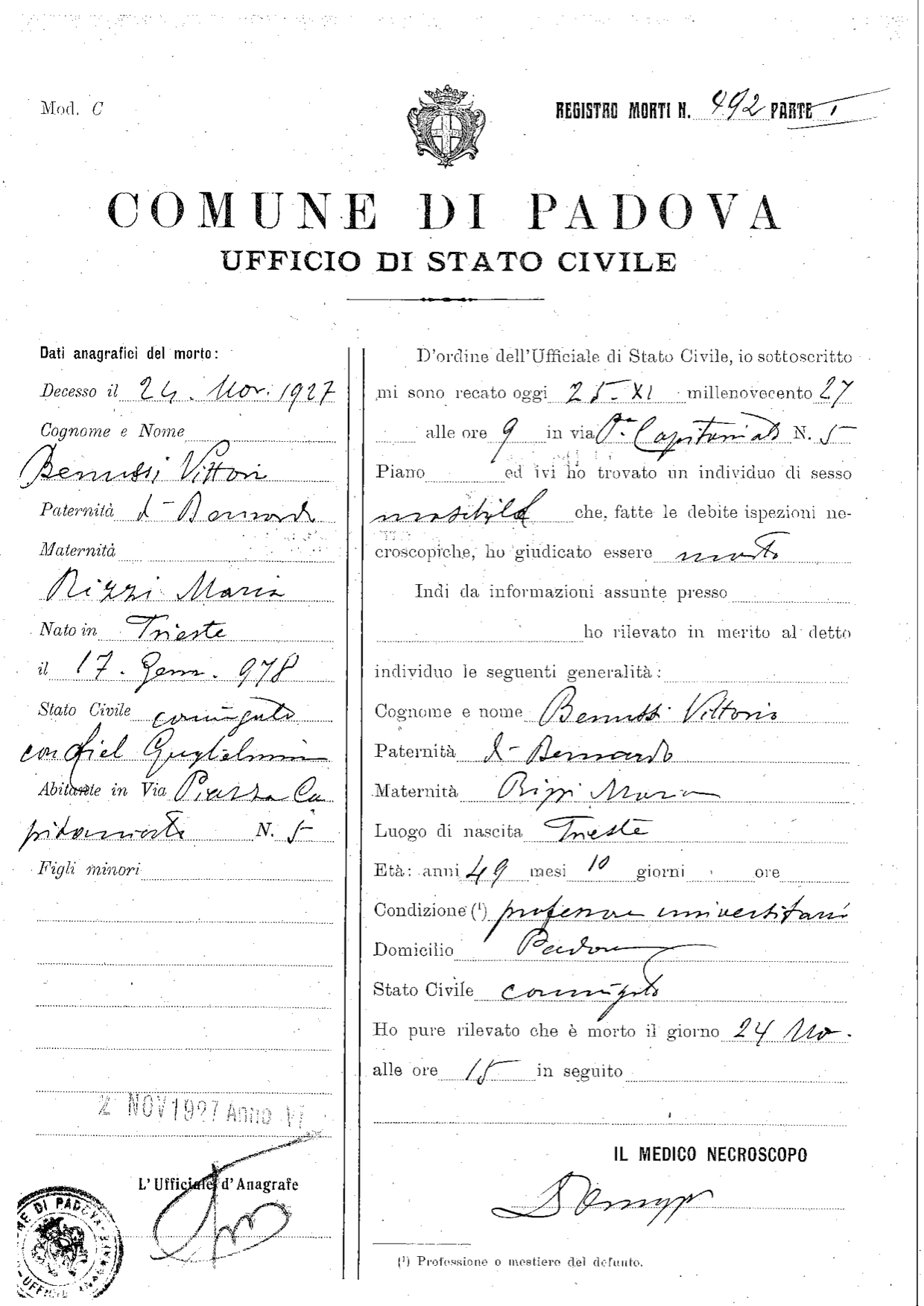
L'atto di constatazione del decesso di Benussi, che non indica la causa di morte

Nel 1927 Benussi, a causa di una grave forma di psicosi maniaco-depressiva, si suicidò assumendo un tè con del cianuro. Il suicidio venne scoperto da Cesare Musatti, all'epoca suo assistente, e da Novello Papafava. Molti anni più tardi Musatti affermò che nascose il suicidio per paura di possibili ripercussioni negative sulla psicologia italiana (all'epoca in una situazione di estrema fragilità e precarietà accademica, e sottoposta a forti pressioni sia da parte del regime fascista con le sue istanze gentiliane, che della chiesa cattolica). Musatti rivelò solo negli anni ottanta che Benussi non era morto per un malore ma per suicidio.
Testimonianza del suo interesse per la teoria psicoanalitica, mai disgiunto dallo sperimentalismo, sono i testi delle lezioni raccolte nel volume postumo, Suggestione e psicoanalisi (1932), dall'allieva Silvia De Marchi.
L'archivio di Vittorio Benussi è conservato oggi presso l'Archivio Storico della Psicologia Italiana dell'Università degli studi di Milano-Bicocca.

## Teoria
Poco prima della prima guerra mondiale entrò in polemica con i gestaltisti, in particolare con Kurt Koffka. Infatti, Benussi si occupò della percezione, sviluppandone un suo modello per distinguere, tra percepito e reale i processi di origine sensoriale e quelli di origine a-sensoriale. Volendo evitare di parlare di oggetti ideali, Benussi preferì il termine "a-sensoriale" per indicare figure gestaltistiche prodotte in base alla percezione, ma non univocamente riducibili ad esse.
Benussi fu effettivamente il primo ricercatore a teorizzare e verificare sperimentalmente che a parità di stimolazione gli oggetti (in particolare le illusioni ottiche come il cubo Necker e le figure vaso/faccia di Rubin) mostrano una possibilità di diversi rendiconti percettivi, una plurivocità e ambiguità gestaltica che non può che essere di origine a-sensoriale, quindi priva di realtà e di origine puramente ideativa. Quindi sulla base degli stessi elementi sensoriali si possono dare figure gestaltistiche diverse, ed è addirittura possibile cambiarne la percezione consciamente. I gestaltisti della Scuola di Berlino mal digerirono questa teoria che sembrava riportasse nuovamente all'elementarismo. 
Benussi comunque si distanzia sia dalla concezione di Franz Brentano, per cui le illusioni ottiche sono errori di giudizio, che dall'idea che siano errori nella percezione. Piuttosto tali figure gestaltisticamente ambigue sarebbero presentazioni inadeguate.
Più in generale, nel suo periodo padovano, il suo contributo fu importante sia sul versante metodologico (celebri sia i suoi disegni di ricerca sia, soprattutto, i suoi strumenti sperimentali, molti dei quali progettati e costruiti da lui stesso con la collaborazione dei meccanici dell'Università), che su quello della ricerca applicata ai temi della suggestione, dell'ipnosi e della psicoanalisi. Di quest'ultima si occupò con grande interesse tra i primi in Italia (controbattendo energicamente ai primi critici italiani della psicoanalisi, tra cui il noto neuropsichiatra Enrico Morselli), ed ispirò il suo allievo Musatti ad approfondirne i temi.
Da questo impulso benussiano derivarono indirettamente sia le celebri "Lezioni Padovane" che il "Trattato di Psicoanalisi" di Musatti, materiali che per molti anni rimasero punti di riferimento importanti nella formazione degli psicoanalisti italiani.
Sul tema della suggestione, Benussi portò importanti contributi sperimentali e psicofisiologici.
È attualmente attiva una piccola polemica tra le Università di Padova e di Milano rispetto all'eredità benussiana: molti materiali ed archivi di Benussi furono infatti portati con sé da Musatti quando si trasferì presso l'Università di Milano, dopo la seconda guerra mondiale, e lì lasciati e dimenticati. Dopo il loro ritrovamento, l'Università di Padova chiese senza successo all'Università di Milano la loro restituzione. Presso l'Università di Padova rimangono comunque molti degli equipaggiamenti sperimentali e gran parte dei testi annotati di Benussi.
Benussi si è occupato di temporalità confrontando il tempo oggettivo misurato con apparati meccanici e il tempo soggettivo legato all'impressione individuale (i suoi studi vennero raccolti in un volume e furono un punto di partenza per chi si occupava di psicologia del tempo, tra cui Bonaventura.), ha indagato i tracciati respiratori della menzogna attraverso l'uso di carte di parapsicologia e i tracciati respiratori di 27 emozioni indotte tramite l'ipnosi, scoprendo che le emozioni simili hanno tracciati simili

## Influenza
Oggi vi è una forte riscoperta dell'immagine di Benussi, maestro di Cesare Musatti, e padre della percettologia e della psicoanalisi italiana.
Tra gli studenti di Benussi figurano Cesare Musatti e Silvia De Marchi. 
Tra i principali allievi di Musatti, che trasmise loro la lezione benussiana, vi sono Fabio Metelli, Guido Petter, Gaetano Kanizsa e Paolo Bozzi, a sua volta allievo anche di Kanizsa.